# Сибирский гурман
Сибирский гурман — производитель замороженных полуфабрикатов. Основан в 1995 году. Производственная база расположена близ Кировского района Новосибирска в посёлке Красный Восток.

## История
Компания была создана в 1995 году.
В 2012 году «Сибирский гурман» запустил автоматическую линию, рассчитанную на выпечку 1200 т. блинов в год (3,5 т. в день), ранее этот вид продукции компания производила в ручную.
В июле 2019 года на заводе компании были организованы оперативно-розыскные мероприятия, а в отношении генерального директора компании возбуждено уголовное дело, связанное с неуплатой налогов.

## Производство
Компания производит замороженные полуфабрикаты: пельмени, вареники, манты, хинкали, блинчики, котлеты, супы, фарш и тесто, а также колбасные изделия.

## Финансовые показатели
В 2011 году выручка компании составила 842 млн рублей за первое полугодие.
В 2012 году объём производства за первые 6 месяцев составил 10,6 млн т..